# Фаткулин, Масут Махмудович
Масут Махмудович Фаткулин (род. 24 апреля 1949 года, г. Карши, УзбССР, СССР) — советский и российский художник, деятель культуры, академик Российской академии художеств (2012).

## Биография
Родился 24 апреля 1949 года в г. Карши Узбекской ССР, живёт и работает в Москве.
С 1973 гда — член Союза художников СССР, Союза художников России, с 1993 года — член Московского союза художников.
Учился Ташкентский театрально-художественный институт имени А. Н. Островского (1968-73), художник монументально-декоративного искусства (мастерская профессора В. И. Жмакина).
В 2001 году — окончил Российскую академию государственной службы при Президенте Российской Федерации, по специальности юриспруденция.
В 2006 году — защитил кандидатскую диссертацию в области юридических наук.
В 2006 году — избран членом-корреспондентом, в 2012 году — академиком Российской академии художеств от Отделения живописи.
В 2008 году — избран иностранным членом Академии художеств Узбекистана, в 2013 году — иностранным членом Академии искусств Украины.
Заведующий кафедрой ЮНЕСКО Национального института искусств и дизайна имени К. Бехзада, Ташкент, Узбекистан.
В 1992 году стал инициатором создания Международной конфедерации Союзов художников как правопреемника Союза художников СССР, председателем исполкома которой являлся до ликвидации организации в 2017 году по решению Верховного Суда России.
В 2014 году организовал представительное участие произведений из коллекции МКСХ на выставке аукционного дома Sotheby’s в Лондоне.
Сопредседатель Ассоциации международных творческих общественных объединений деятелей культуры и искусства «Координационный совет», член Совета по культурному сотрудничеству государств-участников СНГ (с 1995 года).

## Творческая деятельность
Основные произведения: «Зимние узоры». (1974 г. Холст, масло. 80х100), «Кувинские гранаты» (1976 г. Холст, масло. 80х100), «Завтрак» (1981 г. Холст, масло. 100х100), «Два Героя. Под мирным небом» (1984 г. Холст, масло. 120х80), «В. И. Ленин. Заря нового дня» (1987 г. Холст, масло. 225х110), «Сухие травы» (1989 г. Холст, масло. 100х80), «Весна. Автопортрет» (1984—2012 гг. Холст, масло. 80х80), «Портрет Гульнары Каримовой» (2013 г. Холст, масло. 100х80), «В. В. Путин. Инаугурация» (2014 г. Холст, масло. 200х100), серия портретов мировых лидеров (В. В. Путин, Д. А. Медведев, Си Цзиньпин, Б. Обама, А. Меркель, Д. Кэмерон и др. (2014 г. Холст, масло. 80х60).

## Награды
- Орден Дружбы (2006)
- Медаль ордена «За заслуги перед Отечеством» II степени (2002)
- Медаль «В память 850-летия Москвы» (1998)
- Знак Министерства культуры Российской Федерации «За достижения в культуре» (1999)
- Премия Ленинского комсомола Узбекистана (1978)
- Почётный гражданин города Карши, Узбекистан (2007)
- Почётный профессор Национального института искусств и дизайна имени К. Бехзода, г. Ташкент, Узбекистан (2003)
- Почётный профессор Университета Сока, г. Токио, Япония (2005)
- Почётный профессор Государственного института искусства и культуры имени М. Уйгура, г. Ташкент, Узбекистан (2006)

Награды Российской академии художеств
- Золотая медаль РАХ (2009)
- Золотая медаль Академии художеств Узбекистана (2009)
- Золотая медаль «За заслуги перед Академией» РАХ (2014)